# Stuart Baxter
Stuart Baxter (ur. 16 sierpnia 1953 w Birmingham) – szkocki trener piłkarski i piłkarz.

## Kariera piłkarska
Baxter rozpoczynał karierę w Preston North End w 1971 roku. W klubie z Preston przebywał 5 lat. Przeniósł się do Szkocji i zaliczył nieudany epizod w klubie Dundee United. Wrócił do Anglii. W następnych latach grał w klubach w Australii, Szwecji i USA. Karierę piłkarską zakończył w 1983 roku.

## Kariera trenerska
Po zakończeniu piłkarskiej kariery Baxter pozostał w Skandynawii i przez rok pracował w norweskim IF Skarp. Następnie podjął pracę w portugalskiej Vitórii Setúbal. W 1992 roku wyjechał do Japonii i przez 7 lat trenował tamtejsze kluby. Po powrocie do Europy odniósł swój największy sukces w karierze. Z klubem AIK Fotboll awansował do fazy grupowej Ligi Mistrzów. Szwedzki klub grał w jednej grupie z: FC Barceloną, Arsenalem i Fiorentiną. Później Baxter prowadził: Helsingborgs IF, Lyn Fotball, młodzieżową reprezentację Anglii oraz reprezentację RPA. W latach 2008–2010 był selekcjonerem piłkarskiej reprezentacji Finlandii. 4 maja 2017 roku ponownie został nominowany na selekcjonera reprezentacji RPA. Trenerem Supersport United pozostawał do lipca 2017 roku.